# Powiat d'Olsztyn
Le powiat de Olsztyn (en polonais : powiat olsztyński) est un powiat appartenant à la voïvodie de Varmie-Mazurie dans le nord-est de la Pologne.

## Division administrative
Le powiat comprend 12 communes :

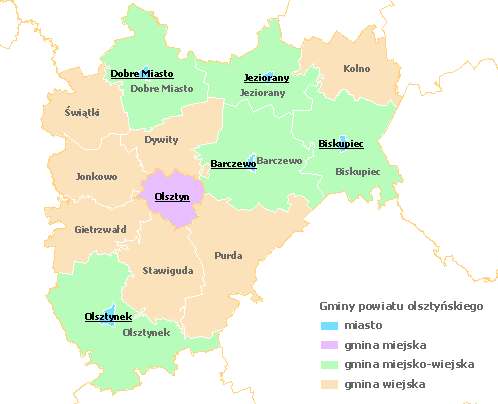
Carte du powiat (en polonais).

- 5 communes urbaines-rurales : Barczewo, Biskupiec, Dobre Miasto, Jeziorany et Olsztynek ;
- 7 communes rurales : Dywity, Gietrzwałd, Jonkowo, Kolno, Purda, Stawiguda et Świątki.